# Phrurolithus corsicus
Espèce
Synonymes
- Micariosoma corsicum Simon, 1878

Phrurolithus corsicus est une espèce d'araignées aranéomorphes de la famille des Phrurolithidae.

## Distribution
Cette espèce se rencontre en France en Corse, en Italie en Sardaigne, en Espagne, en Macédoine et en Roumanie.

## Description
La femelle mesure 3 mm.

## Étymologie
Son nom d'espèce lui a été donné en référence au lieu de sa découverte, la Corse.

## Publication originale
- Simon, 1878 : Les arachnides de France. Paris, vol. 4, p. 1-334 (texte intégral).